# 工业人工智能
工业人工智能（英語：Industrial artificial intelligence, IAI）也称作工业AI，是指人工智能在工业中的应用。
不同于人工智慧，工业AI是一门严谨的系统科学，它专注于开发，验证和部署各种不同的机器学习算法以实现具备可持续性能的工业应用。工业人工智能作为一种系统化的方法和规则为工业应用提供解决方案，工业人工智能并且也是将学术界研究AI的成果与工业应用连接起来的桥梁。AI驱动的自动化尚未能对生产力的增长产生可量化的重大影响。现今行业，除了面临市场需求和竞争的新挑战，它们尚需要一个被称为工业4.0的激进变革，AI与工业物联网（IIoT），大数据分析，云计算和信息物理系统的集成将使工业以灵活，高效和节能的方式运作。工业人工智慧更加关注技术的运用来解决工业上的痛点问题，从而创造客户价值，提高生产力和获得洞察力。。虽然人工智能的应用在反乌托邦願景中，智能的设备可能会夺走人们的工作并导致社会和道德问题，但整体产业对人工智慧仍持有积极态度，并认为这种经济转型势不可挡，及期待过程中产生巨大的商机。
"人工智能"一詞於1940年提出的，通过智能分析和建模提高生产力和获得洞察力。人工智能和知識基礎系統一直是人工智能广泛研究的一部分，应用于产品设计、生产计划、分发和现场服务的整个产品生命周期中。电子制造系统和电子工厂并没有使用“AI”这个术语，而是扩大了工程系统的建模，使得能够在智能制造生态系统中实现元素的完全整合。云计算服务平台广泛运用人工智能技术。网络制造系统（Cyber manufacturing）也运用预测分析和网络-实体建模解决产品和机器健康之间的鸿沟（gap），从而优化生产。
工业人工智能最近被广泛提及，有以下几种原因：更经济且性能多的传感器和数据采集的自动化过程；更强大的计算能力，以较低的成本、更快的速度执行复杂的工作任务；更快速地连接基础架构和更易于访问的云服务平台，外包数据管理和计算能力。然而，如果工业界中的问题得到妥善处理，这项技术也不会产生任何商业价值。工业人工智能或许有助于产品与服务创新、生产过程改进以及获取洞察力这三方面的应用。
美國東部時間2019年2月11日，美国总统於签署一项行政命令「美国AI倡议」（英語：American AI Initiative），这是一项指导美国境内人工智慧开发的最高战略，期望刺激美国对人工智慧的投资，并加速美国在AI领域的领导地位。

## 關鍵要素
工業人工智慧可由五大特徵構成，依照ABCDE的順序分別為：分析技術 (Analytics Technology)、大數據技術(Big Data Technology)、雲或網絡技術(Cloud or Cyber Technology)、專業領域知識(Domain Knowledge)以及證據(Evidence)。
整體來說便是在以分析技術（A）為核心的架構下，處理透過工業場景中蒐集的大數據（B）生產信息來幫助生產者做決斷。其中又輔以雲技術（C）提供整體環境平台，並結合場域的專業知識（D）作為分析判斷的條件準則，最後再以驗證工具（E）修正模型使之更加可信賴並保證其時效性。

## 类别

### 为用户创值的产品应用
工业人工智能可以运用到现有的产品或服务中，使它们更有效、更可靠、更安全、更持久。举一个例子，汽车产业用视觉识别车道上行驶的汽车来避免事故，使用语音识别促进安全驾驶。在制造业中，比如通过对具有自我意识的带锯机的刀片剩余寿命进行预测，用户就可以依据锯带退化的知识模型(evidence)而不是以往的经验(experience)，这更加安全，从而延长刀片寿命，并建立刀片使用档案，便于在不同切割材料的情况下对刀片的使用进行选择。
工业人工智能可以创造出新的产品和新颖的商业模式，去滿足用户可见的需求、避免可見的問題、創造新的競爭力以及管理不可見的問題，通过分析数据，预测需求、预测制造去整合产业链和价值链。
GE的Prediex是一种适用于狭义AI应用开发的工业操作系统。美国国家仪器的InsightCM ™和基于LabVIEW平台合作开发的Watchdog Agent®算法工具包都具有软件分析能力。上述提及的带锯机制造商对外声称的服务中心系统，形成一种有助于提高设备的可靠性和带锯机切割效率的商业模式。

### 提高为生产力改善的工艺应用
自动化是工业人工智能设计流程应用中重要组成部分之一。通过运用人工智能技术，自动化的涉及范围及发展速度发生了根本性的改变。人工智能技术提升了应用性能，扩展了传统AI的应用能力。协作机器人是一个实例，协作机器人手臂能够学习人类操作者演示的动作和路径，与人类执行相同的任务。人工智能还能自动完成过去人类需要做的事情。另一个例子是香港地铁，工程师运用人工智能技术实现决策分配和工作调度，比运用人工完成更加有效且可靠。
工艺应用的另一个方面是对大型系统的建模。网络制造系统被定义为具备网络化和基于循证建模与由数据驱动的深度学习技术的容错性高的制造服务系统。这样的系统通常用于处理大型且地域分布式的资产，这就很难通过传统的基于个体资产的物理模型实现建模。运用机器学习和优化的算法，通过大量的资产样本并自动化操作管理、备件库存计划以及维修计划流程形成自上而下的框架。

### 获取对知识的洞察的分析应用
工业人工智能可以基于工程系统的经验来获取对知识的洞察，人工智能在许多关键领域发挥了重要作用，航空航天领域是国家的安全保障和根基。美国国家航空航天局(NASA)试图通过分析飞行数据和试验报告，积极地管理飞机安全风险，不仅实现检测设备异常，而且将故障的因果关系联系起来。通过对已发生的故障的经验，预测下一次类似事故的发生，并在事故发生前进行预防。
预测性维护和预防性维护能通过数据驱动机器学习从而降低工业应用领域的成本。其實際應用為故障预测与健康管理(PHM)，目標在於通过建模获取设备在运行时的健康衰退趋势，获取的信息有助于产品提升效率与质量。生產者便能預測出機台未來的健康狀態，即時對其做維護、維修等處理，進一步達到無憂（worry free）的工作。

## 挑战
工业人工智能的期望是巨大且多方面的，要满足企业界的部分期望也将会是人工智能在应用时要面对的独特且真实的挑战，所面临的會是如何將原始数据迅速转化为協助專家决策的智能化预测信息。在现存的复杂挑战中，實現工業人工智慧，下列问题具有更高的重要性及优先性：

### 数据
工程系统会产生大量的数据，现代工业实际上是一个大数据环境。然而，工业数据通常是结构化的，且数据的质量低。对于工业大数据有“3B”的问题：
Bad quality-低质性
数据的质量很差，不同于商业大数据，工业系统的数据具有明确的物理意义，并且对于预测和分析结果的容错率很低。
Broken-碎片化
通过训练机器学习模型所收集的数据通常缺乏一套完整的工作条件和健康状态/故障模型，这会导致在人工智能系统的在线实现中，出现误报和产生虚假数据的现象。
Background-隐匿性
工业数据模式可能是非常短暂的，需要运用相关领域的知识，数据仅仅依赖统计学工具挖掘属性之间的相关性是很难得以利用的。

### 速度
工业生产线快速，设备和零部件的价格昂贵，通过人工智能实时监测数据，即使发现设备异常，避免浪费或由于设备故障出现事故的现象。云计算的解决方案快速高效，但仍然不能满足一定的计算效率的要求。在这种情况下，边缘计算或许是最好的选择。

### 系统分析准确度
与一般的人工智能推荐系统不同，它们对误报和漏报的容忍度很高，即便是极低的误报率和漏报率也可能使得人工智能系统的总体可信度受到影响。工业人工智能的应用通常处理与安全性、可靠性和操作相关的关键问题。任何预测上的失败都会对用户造成负面的经济或安全影响，从而阻碍他们运用并依赖于人工智能系统。

### 可解释性
除了预测精度和性能保真度以外，工业人工智能不仅需要预测结果，还要对异常的根本原因进行分析。这就需要在开发的过程中，数据科学家需要与工业相关领域专家合作，在建模过程中运用相关领域的知识，使模型自适应地学习和积累知识，获取对知识的洞察力。

### 机器与机器之相互影响
当AI演算法能够准确的将一组输入数据集映射到一组输出数据集时，它们也容易被因机器与机器间之不同而有的细微变量所影响。AI 算法需要确保单个 AI 解决方案不会对其他下游系统的工作造成干扰或冲突。

### 網路安全
越来越多地使用连接技术使得智能制造系统容易受到网络攻击。目前此类危险程度并没有受到足够的重视，而且企业界对存在的网络威胁也没有完善的对策。